# 아울 하우스
《아울 하우스》(The Owl House 디 아울 하우스[*]))는 디즈니 텔레비전 애니메이션이 제작한 미국의 애니메이션 판타지 코미디 텔레비전 시리즈다. 《그래비티 폴즈》의 스토리보더인 데이나 테라스(Dana Terrace)가 제작을 맡았으며, 2020년 1월 10일부터 디즈니 채널에서 방영되었다. 2020년 5월 23일에 대한민국에서 첫 방송되었다가 2022년 11월 16일에는 디즈니+에서 시즌 2가 공개 되었다.
이후 시즌 3도 제작 확정 되었지만 나중에 마지막 시즌이 될 것이라는 말을 듣고 3개의 44분 스페셜로 단축되었다.

## 줄거리
루즈 노세다 (Luz Noceda)는 코네티컷 출신의 십대 아프로 도미니카인 인간 소녀로, 청소년 구금 여름 캠프에 가는 대신 실수로 다른 세계로 가는 포털을 우연히 발견한다. 그녀는 죽은 티탄의 유적에서 형성 된 끓는 제도로 알려진 군도에 도착하고 반항적 인 마녀 이다 클로손 (별칭 "올빼미 레이디")과 그녀의 사랑스러운 악마 룸메이트 킹과 친구가 된다. 마법 같은 능력이 없었음에도 불구하고 루즈는 올빼미 하우스에서 에다의 제자로 봉사함으로써 마녀가 되는 꿈을 추구하고, 결국 예상치 못한 환경에서 새로운 가족을 찾는다.
첫 번째 시즌 피날레의 사건을 바로 따라 두 번째 시즌은 루즈를 휴먼 영역으로 되돌리기 위해 함께 일하는 주인공들을 따라가며, 에다가 그녀의 저주에 맞서고, 폭군 황제 벨로스와 그의 하수인들과 싸우면서 왕의 과거에 대한 진실을 찾아나선다.

## 목소리 출연

### 원본판
- 루스(Luz Noceda) : 세라 니콜 로블레스
- 카밀라(Camilia Noceda) : 엘리자베스 그럴론
- 부엉이 마녀 이들린 '이다'(Edalyn "Eda" Clawthorne) : 웬디 맬릭
- 킹(King) : 알렉스 허쉬
- 후티(Hooty) : 알렉스 허쉬
- 히에로니무스 범프(Hieronymus Bump): 범퍼 로빈슨
- 아미티(Amity) : 메이 휘트먼
- 에미라(Emira) : 에리카 린드백
- 에드릭(Edric) : 라이언 오플래나간
- 어거스투스 '거스' 포터(Augustus "Gus" Porter) : 아이작 라이언 브라운
- 윌로우 파크(Willow Park) : 타티 가브리엘르
- 벨로스 황제(Emperor Belos): 매슈 리스
- 릴리스 (Lilith Clawthorne) : 시시 존스
- 헌터 (Hunter) : 지노 로빈슨
- 기타배역 : 에덴 리겔, 아린 핸슨, 그레이 그리핀, 키스 퍼거슨, J.B. 블랑크, 킴벌리 브룩스, 데이나 테라스

### 한국어판
- 루스(Luz Noceda) : 김채하
- 카밀라(Camilia Noceda): 김보나
- 이들린 '이다'(Edalyn "Eda" Clawthorn) : 김보나
- 킹(King Clawthorne) : 전태열
- 후티(Hooty) : 서반석
- 거스(Augustus "Gus" Porter) : 서반석
- 윌로우(Willow Park) : 양정화
- 범프 교장선생님(Hieronymus Bump) : 사성웅
- 아미티(Amity) : 원에스더
- 에미라(Emira) : 양정화
- 에드릭(Edric) : 박성태
- 벨로스 황제(Emperor Belos) : 신용우
- 릴리스 (Lilith Clawthorne) : 양정화
- 헌터 (Hunter) : 서반석

## 에피소드
에피소드 순서는 미국 디즈니 채널과 디즈니+ 편성표 및 업로드일 기준 및 국내 디즈니 코리아(디즈니+) 업로드일 기준
| #  | 국내 방영 부제            | 원어 부제                                | 국내 방영일 (국내 업로드일) | 원어 방영일 |
| -- | ------------------------- | ---------------------------------------- | --------------------------- | ----------- |
| 1  | 마녀와 교도관             | "A Lying Witch and a Warden"             | 2020.05.23                  | 2020.01.10  |
| 2  | 마법사와 마녀             | "Witches Before Wizards"                 | 2020.05.23                  | 2020.01.17  |
| 3  | 액체괴물이 된 루스        | "I Was a Teenage Abomination"            | 2020.06.01                  | 2020.01.24  |
| 4  | 칩입자                    | "The Intruder"                           | 2020.06.01                  | 2020.01.31  |
| 5  | 동아리 박람회             | "Covention"                              | 2020.06.08                  | 2020.02.07  |
| 6  | 후티의 움직이는 집        | "Hooty's Moving Hassle"                  | 2020.06.08                  | 2020.02.21  |
| 7  | 도서관 모험               | "Lost in Language"                       | 2020.06.22                  | 2020.02.28  |
| 8  | 몸 바꾸기                 | "Once Upon a Swap"                       | 2020.07.06                  | 2020.03.06  |
| 9  | 수호새를 찾아라           | "Something Ventured, Someone Framed"     | 2020.07.13                  | 2020.03.13  |
| 10 | 루스, 마법 학교에 가다    | "Escape of the Palisman"                 | 2020.08.17                  | 2020.03.20  |
| 11 | 킹, 작가가 되다           | "Sense and Insensitivity"                | 2020.08.10                  | 2020.07.11  |
| 12 | 두번째 마법               | "Adventures in the Elements"             | 2020.09.07                  | 2020.07.18  |
| 13 | 애들이 줄었어요           | "The First Day"                          | 2020.09.21                  | 2020.07.25  |
| 14 | 몸 바꾸기                 | "Really Small Problems"                  | 2020.09.14                  | 2020.08.01  |
| 15 | 윌로우의 기억 속으로      | "Understanding Willow"                   | 2020.06.29                  | 2020.08.01  |
| 16 | 두려움과 마주치기         | "Enchanting Grom Fright"                 | 2020.09.28                  | 2020.08.08  |
| 17 | 즉흥 대결                 | "Wing It Like Witches"                   | 2020.10.05                  | 2020.08.15  |
| 18 | 마녀의 고통               | "Agony of a Witch" (Part 1)              | 2020.10.12                  | 2020.08.22  |
| 19 | 새로운 가족               | "Young Blood, Old Souls" (Part 2)        | 2020.10.19                  | 2020.08.29  |
| 20 | 별개의 흐름               | "Separate Tides"                         | 2022.11.16                  | 2021.06.12  |
| 21 | 퇴학에서 벗어나기         | "Escaping Expulsion"                     | 2022.11.16                  | 2021.06.19  |
| 22 | 과거의 메아리             | "Echoes of the Past"                     | 2022.11.16                  | 2021.06.26  |
| 23 | 가족의 방문               | "Keeping Up A-fear-ances"                | 2022.11.16                  | 2021.07.03  |
| 24 | 거울 유적을 통하여        | "Through the Looking Glass Ruins"        | 2022.11.16                  | 2021.07.10  |
| 25 | 팰리스먼 사냥             | "Hunting Palismen"                       | 2022.11.16                  | 2021.07.17  |
| 26 | 이다의 레퀴엠             | "Eda's Requiem"                          | 2022.11.16                  | 2021.07.24  |
| 27 | 후티 문에 똑똑똑          | "Knock, Knock, Knockin' on Hooty's Door" | 2022.11.16                  | 2021.07.31  |
| 28 | 이클립스 호수             | "Eclipse Lake"                           | 2022.11.16                  | 2021.08.07  |
| 29 | 어제의 거짓말             | "Yesterday's Lie"                        | 2022.11.16                  | 2021.08.14  |
| 30 | 마녀 집회 퍼레이드        | "Follies at the Coven Day Parade"        | 2022.11.16                  | 2022.03.19  |
| 31 | 다른 곳과 다른 때         | "Elsewhere and Elsewhen"                 | 2022.11.16                  | 2022.03.26  |
| 32 | 폭풍 속의 스포츠          | "Any Sport in a Storm"                   | 2022.11.16                  | 2022.04.02  |
| 33 | 손길을 내밀어             | "Reaching Out"                           | 2022.11.16                  | 2022.04.09  |
| 34 | 그게 바로 브레이크야      | "Them's the Breaks, Kid"                 | 2022.11.16                  | 2022.04.16  |
| 35 | 텅 빈 마음                | "Hollow Mind"                            | 2022.11.16                  | 2022.04.23  |
| 36 | 세상의 끝                 | "Edge of the World"                      | 2022.11.16                  | 2022.04.30  |
| 37 | 미로를 달리는 사람들      | "Labyrinth Runners"                      | 2022.11.16                  | 2022.05.07  |
| 38 | 타이탄이여, 그대는 어디에 | "O Titan, Where Art Thou"                | 2022.11.16                  | 2022.05.14  |
| 39 | 몰려오는 구름             | "Clouds on the Horizon"                  | 2022.11.16                  | 2022.05.21  |
| 40 | 킹은 파도처럼             | "King's Tide"                            | 2022.11.16                  | 2022.05.28  |
| 41 | 덕분이야                  | "Thanks to Them"                         | 2023.05.17                  | 2022.10.15  |
| 42 | 미래를 위해               | "For the Future"                         | 2023.05.17                  | 2023.01.21  |
| 43 | 주시와 꿈                 | "Watching and Dreaming"                  | 2023.05.17                  | 2023.04.08  |

## 우리말 연출
- 더빙 스튜디오 : 플레이백
- 믹싱 스튜디오 : 플레이백
- 연출 : 정애인
- 번역 : 김미정
- 공동제작 : 픽셀로직 미디어
- 한국어 제작 : Disney Character Voices International,Inc.
- 기획 : 디즈니채널코리아(유) (시즌 1) → 월트디즈니컴퍼니코리아 유한책임회사 (시즌 2, 3)

## 제작과정
《아울 하우스》는 이전에 《그래비티 폴즈》의 스토리 보드 이자 그 나중에 《도날드 덕 가족의 모험》 감독인 데이나 테라스가 제작이 되었있다. 예를 들어자면 1대 피터 앤에 슈 로즈, 2대 꼬마의사 맥스터핀스에 크리스 니, 3대 프린세스 스타의 모험일기에 대런 네프시, 현재 디즈니 텔레비전 애니메이션이 4대 데이나 테라스는 역대 최초 여성창작인이다.
디즈니 TV애니메이션 시리즈의 협력에 맡는 대한민국의 러프 드래프트 코리아와 에스엠아이피, 슈가큐브 제작을 담당하고 있다.

## 논란
- 2020년 2월 27일에 미국의 보수 기독교 단체인 원밀리언맘 측은 디 아울 하우스가 여성캐릭터인 주술사가 악하고 마귀적이라고 지적이 나왔다. 3월 20일 디즈니는 제작을 중단해버렸다.

## 참고
- 1화부터 오프닝 없이 바로 엔딩만 진행을 해왔지만 2화부터 오프닝와 엔딩으로 진행을 했다.
- 7월 초부터 미국에서 새로운 에피소드를 방영을 하였다.
- 2021년 5월 18일 미국 현지 시간으로 유튜브 채널의 DisneyTVANews에 시즌 2 인트로가 공개되었다.
- 2021년 6월 12일 미국 현지 시간으로 디 아울 하우스 시즌 2가 방영했다.
- 2021년 11월 12일 한국 시간으로 디즈니+ 출시가 되면 아울 하우스 업로드 예정이지만, 2022년 9월 8일 시즌 2는 심의를 통과가 되었고, 2022년 11월 16일에 시즌2 더빙판을 공개하였다, 2023년 5월 8일에 시즌3 스페셜 더빙판을 심의를 통과가 되었고, 5월 17일에 모든 에피소드가 공개가 되었다.
- 2022년 아울하우스 라이트노벨 출판으로 출시가 되었다.
- 2022년 TV Guide에서는 그 시기 최고의 TV쇼 100개중 아울 하우스가 랭킹 41위로 꼽았다.